# Sgt. Pepper's Lonely Hearts Club Band
Sgt. Pepper's Lonely Hearts Club Band är The Beatles åttonde studioalbum, utgivet den 26 maj 1967 och betraktat som en milstolpe i musikhistorien. Musiken på albumet var nyskapande och innovativ på ett sätt som popvärlden då inte hade hört tidigare. Normen för vad ett "kommersiellt" album kunde innehålla ifrågasattes, bland annat med det psykedeliska musikinnehållet. Vidare utgjorde albumet en sorts katalysator inom flower power-rörelsen som då svepte över västvärlden.
Albumomslaget designades av Peter Blake och Paul McCartney. Allt på omslaget var designat av dem förutom trumman som står i centrum av framsidan. Den påstås ha varit formgiven av en viss Joe Ephgrave, som senare visade sig vara påhittad.

## Bakgrund och inspelning
Den ursprungliga tanken var att albumet skulle ha ett självbiografiskt tema. De fyra första låtarna som spelades in följde också denna tanke. Den långa inspelningssessionen började den 24 november 1966 då de första tagningarna av Lennonkompositionen "Strawberry Fields Forever" spelades in. Några dagar senare påbörjade de inspelningen av McCartney's "When I'm Sixty-Four" för att under årets sista dagar påbörja arbetet med McCartney's "Penny Lane". Den fjärde låten som spelades in var "A Day in the Life". Såväl "Strawberry Fields Forever" som "Penny Lane" var platser i Liverpool varifrån Lennon respektive McCartney hade starka minnen och dessa två låtar kom att släppas som dubbelsidig singel och kom därför inte med på det slutgiltiga albumet. Det ansågs på den tiden "fult" att ta med inspelningar på ett album som redan varit utgivna och George Martin har senare yttrat att det var "mitt livs största misstag" att inte ta med Strawberry Fields Forever och Penny Lane på Sgt. Pepper-albumet.
Samtidigt som Beatles spelade in Sgt. Pepper's i studio 2 på EMI Studios höll Pink Floyd på att spela in sitt debutalbum The Piper at the Gates of Dawn i studio 3. Den 21 mars 1967 såg studiopersonalen till att dessa två grupper fick träffas.[källa behövs]

## Albumet
Den mest sammanhållande kraften i arbetet med albumet var McCartney. Han var även huvudkompositör till fler låtar än Lennon. En av Lennons låtar var "Lucy in the Sky with Diamonds", om vilken det ryktades att den skulle ha handlat om en LSD-tripp, eftersom de första bokstäverna i substantiven i låttiteln blir LSD. Detta har dock förnekats av Lennon som har förklarat att namnet kommer från en teckning som hans son Julian ritat 1966, en teckning som sonen själv beskrivit som "Lucy – in the Sky with Diamonds". Sonen påstod att teckningen föreställde skolkamraten Lucy O'Donnell, som hösten 2009 avled i cancer. Låten fick också ge namn åt urtidsmänniskan Lucy, då melodin spelades under utgrävningarna.
Det avslutande spåret, "A Day in the Life", bannlystes av brittisk television på grund av påstådda anspelningar på droger. Denna låt brukar räknas som en av The Beatles främsta konstnärliga prestationer. Den är byggd på två separata låtidéer: en lugn, gitarrbaserad vers av Lennon och ett snabbt, pianobaserat parti av McCartney. Övergången mellan dessa delar innehåller en symfoniorkester som spelar en kakofonisk tonhöjds- och ljudnivåstegring. Detta parti kommer i repris före slutackordet, som spelas på tre flyglar och klingar ut i över en halv minut. De två kompositörerna sjunger sina respektive delar av låten.
Både "Lucy in the Sky With Diamonds" och "A Day in the Life" förbjöds att spelas i engelska BBC. Därtill spårades anspelningar på hasch i låten "With a Little Help from My Friends" (särskilt "I get high"). Även låten "Lovely Rita", som handlar om att bli kär i en lapplisa, ifrågasattes eftersom slutet av låten ansågs låta som ett pågående samlag.
Albumet spelades in på 129 dagar, vilket var osedvanligt lång tid för den tiden. Alla låttexter på Sgt. Pepper's Lonely Hearts Club Band var tryckta på skivomslagets baksida vilket påstås vara första gången detta förekom på ett popalbum.
På innerspåret på LP-skivans B-sida (efter att slutackordet i "A Day in the Life" har klingat ut) finns en kort inspelning som upprepas i oändlighet på grammofonspelare som inte har automatisk pick-up-return. Om man spelar denna ljudsnutt framlänges låter det som om The Beatles talsjunger "Never could be any other way". Vad det låter som om man spelar det baklänges har diskuterats. Vissa tycker sig höra "We'll fuck you like a superman" eller "Will Paul be back as superman?". Detta spår saknas på den amerikanska utgåvan på bolaget Capitol. En annan sak som skiljer, är att den amerikanska versionen har en gul rand längst upp på omslagets framsida. Innerspåret gavs dock senare ut på den amerikanska versionen av samlings-LP:n The Beatles Rarities 1980.
Före innerspåret finns en högfrekvent ton som hörs bättre av hundar än av människor och som enligt John Lennon lades in där "just to annoy your dog" ("bara för att irritera din hund").[källa behövs]
Ingen låt från albumet släpptes som singel, men "When I'm Sixty-Four" blev en stor hit, som senare spelats in i åtskilliga coverversioner. Detsamma gäller "With a Little Help from My Friends", som 1968 blev en coverhit med duon The Young Idea. Denna grupp sjöng också första strofen med originaltext: "What would you think if I sang out of tune". När Joe Cocker senare gjorde en mera hårdrocksbetonad cover i tretakt, ändrades texten till "What would you do if I sang out of tune" och denna ändring har senare blivit standard.

## Låtlista
Låtarna komponerade av Lennon–McCartney, där inget annat anges.

### Sida A
| Nr           | Titel                                 | Längd |
| ------------ | ------------------------------------- | ----- |
| 1.           | Sgt. Pepper's Lonely Hearts Club Band | 2:02  |
| 2.           | With a Little Help from My Friends    | 2:44  |
| 3.           | Lucy in the Sky with Diamonds         | 3:28  |
| 4.           | Getting Better                        | 2:47  |
| 5.           | Fixing a Hole                         | 2:36  |
| 6.           | She's Leaving Home                    | 3:35  |
| 7.           | Being for the Benefit of Mr. Kite!    | 2:37  |
| Total längd: | Total längd:                          | 19:49 |

### Sida B
| Nr           | Titel                                           | Längd |
| ------------ | ----------------------------------------------- | ----- |
| 1.           | Within You Without You (George Harrison)        | 5:05  |
| 2.           | When I'm Sixty-Four                             | 2:37  |
| 3.           | Lovely Rita                                     | 2:42  |
| 4.           | Good Morning Good Morning                       | 2:41  |
| 5.           | Sgt. Pepper's Lonely Hearts Club Band (reprise) | 1:18  |
| 6.           | A Day in the Life                               | 5:33  |
| Total längd: | Total längd:                                    | 19:56 |

## Film
År 1978 producerades en film som är inspirerad av skivan, Sgt. Pepper's Lonely Hearts Club Band. Musiken i filmen framförs dock inte av Beatles.

## Listplaceringar
| Lista (1967)   | Position              |
| -------------- | --------------------- |
| Finland        | 1                     |
| Kanada         | 1                     |
| Norge          | 1 (VG-lista)          |
| Storbritannien | 1                     |
| Sverige        | 5 (1*) (Kvällstoppen) |
| USA            | 1 (Billboard 200)     |
| Västtyskland   | 1                     |